# شاهزاده زیرشیروانی
شاهزاده زیرشیروانی (کره‌ای: 옥탑방 왕세자; لاتین‌نویسی اصلاح‌شده: Oktapbang Wangseja) یک مجموعهٔ تلویزیونی کره جنوبی سال ۲۰۱۲ در ژانر کمدی رمانتیک فانتزی با بازی پارک یوچان، هان جی مین، جونگ یو می، لی ته ری و چوی وو شیک است. این مجموعه دربارهٔ یک ولیعهد چوسان است که پس از اینکه همسرش به طرز مرموزی می‌میرد، در زمان سفر می‌کند و به آینده می‌رود و چهره‌هایی آشنا می‌بیند. این مجموعه از ۲۱ مارس تا ۲۴ مه ۲۰۱۲، روزهای چهارشنبه و پنجشنبه ساعت ۲۱:۵۵ (کی‌اس‌تی) از اس‌بی‌اس برای ۲۰ قسمت پخش شد.